# Культура Норвегії
Культура Норвегії — загальне поняття до якого відносять різні аспекти буття норвежців; сукупність матеріально-технічних і духовних досягнень норвезького народу.
Культура Королівства Норвегія міцно асоційована з історією і географічним положенням країни, має багато спільних рис з іншими європейськими (насамперед нордичними країнами), але існує також ряд відмінностей і особливостей, які зумовлені споконвічними традиціями, коріння яких сягають традицій вікінгів, які утвердилися у середньовічну «епоху величі» і саг.

## Загальні відомості
Найбільший вплив на культуру Норвегії мали сусідні країни Данія і Швеція. У середньовіччя великого значення надала культура Німеччини, на зміну якої в XVIII столітті прийшла Франція, а в XIX столітті лідируючі позиції знову зайняла Німеччина.
Після Другої світової війни Норвегія стала орієнтуватися на англомовні країни. За останні 30 років країна з етнічно гомогенної перетворилася в мультикультурну.
Нині Норвегія славиться у світі видатними досягненнями своєї художньої культури, зокрема архітектури (відома унікальними церквами, що належать до XI ст. і вважаються одними з найстаріших дерев'яних будівель у Європі), старовинними культурними традиціями, зокрема народними танцями, піснями та загальним фольклором.
Всесвітньовідомими є норвезькі митці: композитор Едвард Гріг, художник Едвард Мунк, скульптор Ґустав Віґеланн, письменники Б'єрнстьєрне Б'єрнсон, Сігрід Унсет, Кнут Гамсун, Генрік Ібсен та багато інших.

## Кухня
Норвезька кухня та особливості приготування їжі сформовані багатовіковими традиціями, ландшафтом та іншими географічними особливостями країни, як-от кліматом та наявністю природних ресурсів. Риба (лосось, тріска, оселедець, пікша, скумбрія та інші види риб) є головною складовою традиційних норвезьких страв, що пояснюється безпосереднім доступом до моря.
19 грудня кожного року відзначається день норвезької національної різдвяної страви «Лютефіск» (Lutefiskens dag).

## Освітня система та просвітницька діяльність
Освіта та культура тісно пов'язані у Норвегії. Політика в галузі культури спрямована на те, щоб зробити доступними культурні цінності всім жителям і в умовах тісної взаємодії з іншими народами зберегти свій національний колорит. Особлива підтримка надається літературі, близько 1/3 книг видаються за підтримки держави. Всі бібліотеки безкоштовні (мережа 1,5 тис.), Відповідають високим стандартам. Цілям поширення досягнень культури також служить Державний гастрольний театр і Державна художня пересувна галерея. Провідну роль у сфері популяризації грає державне Норвезьке радіо і телебачення. Держава субсидує творчі спілки, виставки, музеї, фестивалі (Бергенський фестиваль). Важлива роль держави у спорудженні та утриманні культурно-видовищних та музейних приміщень.

## Література

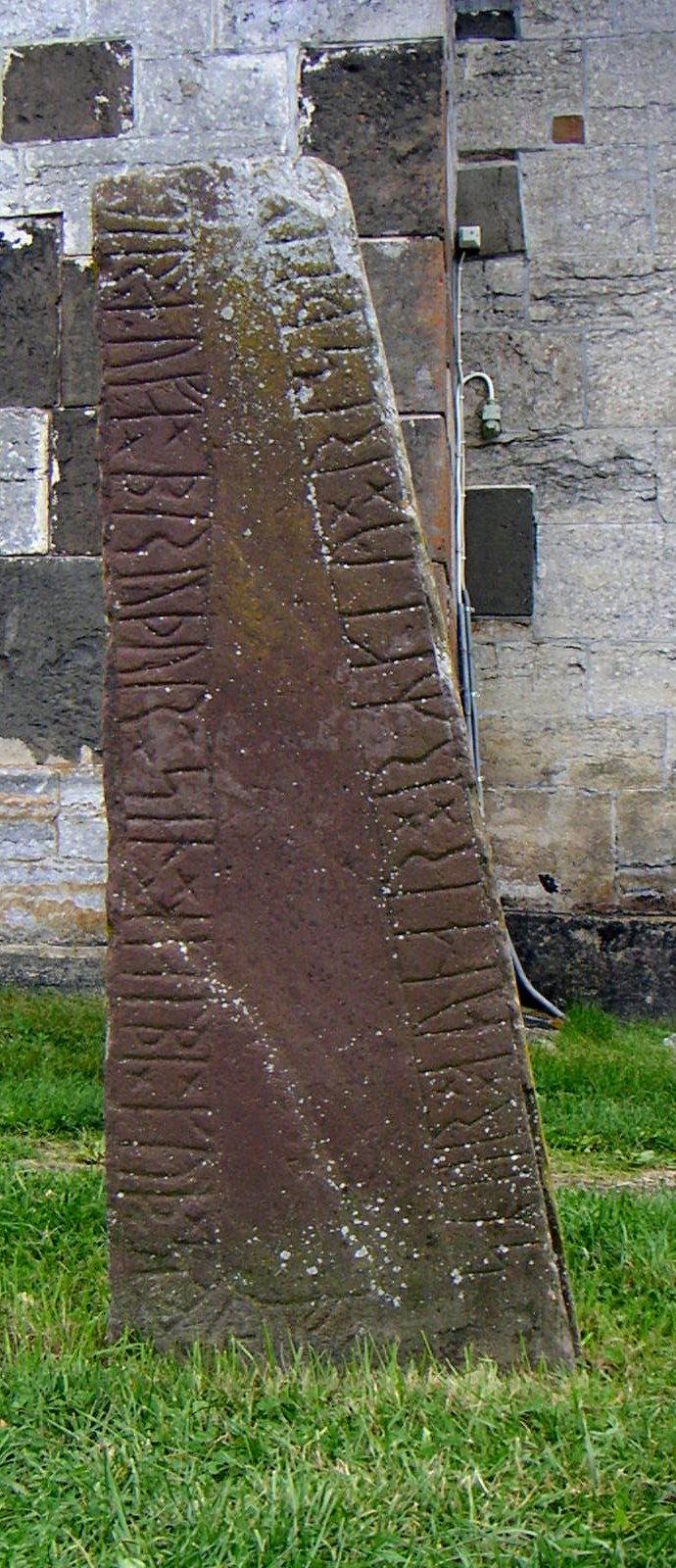
Рунічний камінь Гранаволлен

## Архітектура
Архітектура в Норвегії пройшла довгий шлях розвитку й трансформації впродовж віків, розвиваючись відповідно до змін економічних умов, технологічних досягнень, демографічних змін та культурних зрушень у цій північноєвропейській скандинавській країні. Незважаючи на те, що зовнішні впливи на архітектуру Норвегії можна віднайти у більшості її зразків, часто вони адаптувались задля задоволення місцевих кліматичних умов (сувора зима, сильний вітер, соляні бризки у прибережних районах).

## Музика
Перші згадки про музику з'являються ще у вікінгських та середньовічних сагах. У зв'язку з індустріалізацією та урбанізацією у 19 столітті, норвезька класична музика почала стрімко розвиватися, породивши такого видатного композитора, як Едвард Гріг. Починаючи з другої половини 20 століття музична сцена Норвегії поповнилася танцювальною музикою. Вона не залишається осторонь світової музичної культури.

## Свята
Одне з найголовніших свят у Норвегії — День Конституції. Традиційно його відзначають 17 травня. Починається з урочистої ходи школярів до Королівського палацу в Осло. Кожна норвезька сім'я цього дня має святкову вечерю, стіл під час якої прикрашають у кольори національного прапора. Святкують у Норвегії і 1 травня як День міжнародної солідарності трудящих. Цього дня, а також у День проголошення незалежності Норвегії — 7 червня — по всій країні вивішують національні прапори.

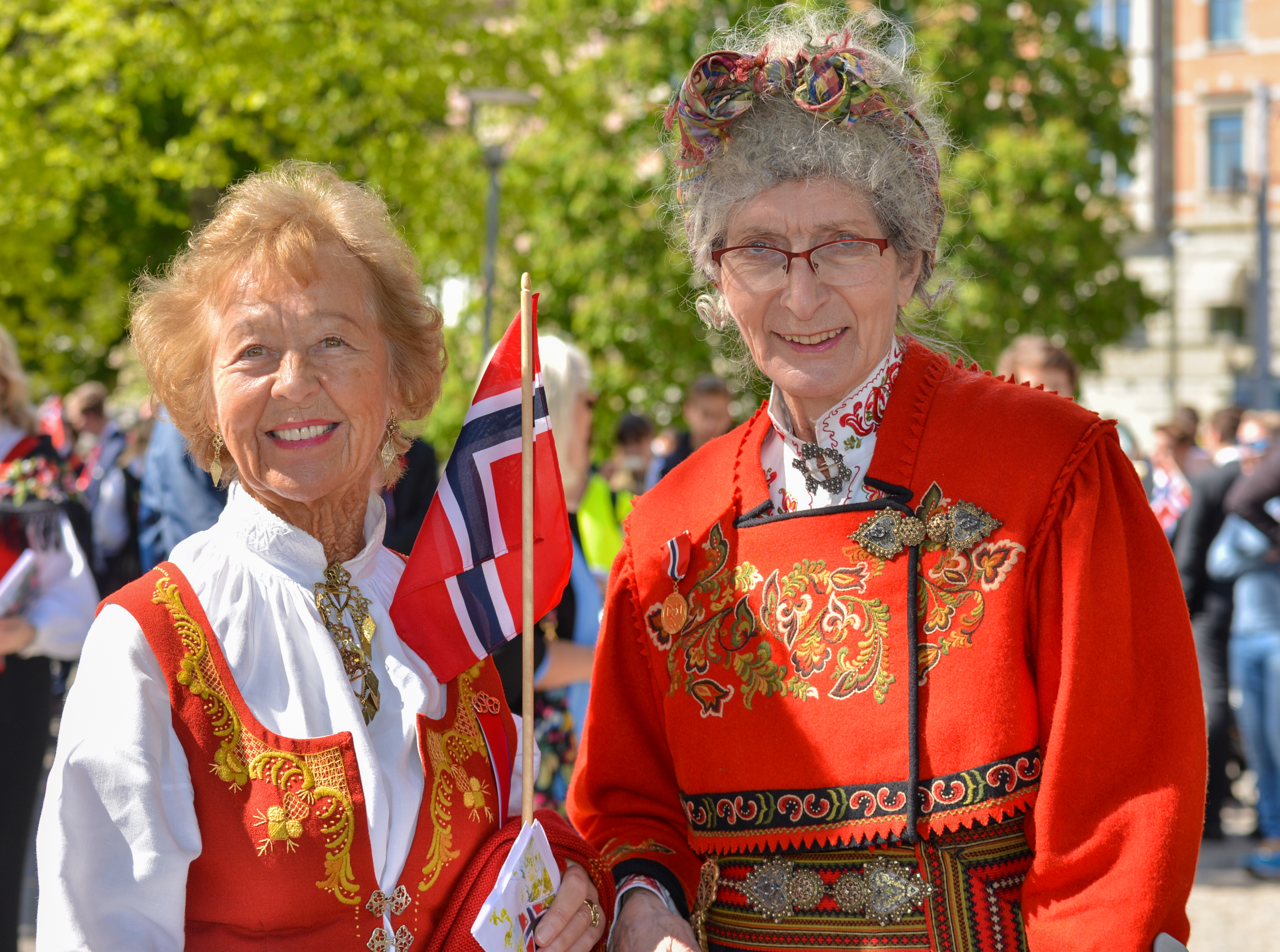
Святкування Дня Конституції в Норвегії

Головним релігійним святом у Норвегії вважається Різдво — Юль (Jul). Традиційним персонажем цього свята є Юлебук — норвезький Санта. Йому, як і у Швеції, передує День святої Люсії, який знаменує внесення світла у найтемніший час перед Різдвом. На роль Люсії може претендувати лише гідна та найкрасивіша дівчина.